# Cristo con la Cruz a cuestas (El Bosco, Gante)
Cristo con la Cruz a cuestas es un cuadro de un seguidor o imitador del flamenco Hieronymus Bosch, ejecutado al óleo sobre tabla y que mide 76,5 centímetros de alto por 83,5 cm de ancho. Se encuentra en el Museo de Bellas Artes de Gante (Bélgica).
Como el resto de la obra de Hieronymus Bosch, la datación es incierta. Algunos autores hablan de los años 1503-1504, otros lo retrasan a 1515-1516; Carrassat indica entre 1510 y 1516, que es la fecha de la muerte del pintor. No hay acuerdo en que sea una obra autógrafa del Bosco. En el catálogo de la exposición retrospectiva de 2001 se hablaba de un imitador y se databa en 1510-1535.
Este Cristo con la cruz a cuestas de Gante es una obra maestra tardía en la que pone en escena a multitudes y verdugos cada vez más crueles frente a la humanidad de Jesucristo. La tabla, poblada de rostros grotescos, está construida según dos diagonales que se encuentran en el rostro resignado de Jesucristo: una que desde la Cruz lleva hasta el Mal Ladrón en el ángulo inferior derecho, y otra que parte del rostro del Buen ladrón, confesado por un fraile grotesco (en el ángulo superior derecho) y llega hasta el rostro de la Verónica (ángulo inferior izquierdo).
Señaló G. Dorflès que «las figuras se proyectan sobre un primer plano único, y toda preocupación por la perspectiva queda más o menos abolida (...), son sólo cabezas que, vistas en un plano general, crean una composición cadenciosa de masas y volúmenes».
En esta tabla, el Bosco utiliza lo grotesco y la deformación y ningún otro símbolo para presentar el mal en escena. Su encuadramiento y composición «subraya la crudeza, la rabia y el odio de los hombres» (Carrassat), según se ve en los gestos y en las mímicas. Los colores de la piel se intensifican: morados, rojos, representan esa rabia, la locura de los malos sentimientos. El autor muestra así en lo que puede convertirse una persona si se deja llevar por el mal, rechazando lo divino y la humanidad que hay en cada uno.
Hay, al menos, otras dos versiones del tema de Cristo con la Cruz a cuestas, realizadas por El Bosco, una anterior (1490-1500) en el Museo de Historia del Arte de Viena, más pequeña que esta; y otra que data de 1498 o después y se encuentra en el Monasterio de San Lorenzo de El Escorial (Madrid), que es mucho mayor que las otras dos (150 x 94 cm).